# Rachel Steer
Pour les articles homonymes, voir Steer.
Rachael Steer, née le 25 janvier 1978 à Anchorage, est une biathlète américaine. 

## Carrière
Rachel Steer commence dans la Coupe du monde en 1997 à Nagano. Elle marque ses premiers points la saison suivante, à Pokljuka, où se déroule aussi le championnat du monde sur la poursuite qu'elle finit 25e. Mis à part sa 17e place à Oberhof en 2000, elle n'intègre pas le top vingt jusqu'en 2004 et le sprint des Championnats du monde disputés aux même lieu (20e). Entre-temps, elle est sélectionnée pour les Jeux olympiques de Salt Lake City, où elle est notamment 31e de l'individuel. En 2004 et 2005, elle enregistre ses meilleurs classements généraux dans la Coupe du monde (36e) et en épreuve individuelle (2 fois douzième, à Lake Placid et Khanty-Mansiïsk).
En 2006, pour sa dernière saison dans l'élite du biathlon, elle court aux Jeux olympiques de Turin, où son meilleur résultat individuel est 35e du sprint.

## Palmarès

### Jeux olympiques
| Épreuve / Édition                   | Individuel | Sprint | Poursuite | Départ en masse                  | Relais |
| Jeux olympiques 2002 Salt Lake City | 31e        | 60e    | LAP       | Épreuve inexistante à cette date | 15e    |
| Jeux olympiques 2006 Turin          | 41e        | 35e    | 39e       | -                                | 15e    |

### Championnats du monde
| Épreuve / Édition                      | Individuel                       | Sprint                           | Poursuite                        | Départ en masse                  | Relais                           | Relais mixte                     |
| Mondiaux 1998 Pokljuka                 | Épreuve inexistante à cette date | Épreuve inexistante à cette date | 25e                              | Épreuve inexistante à cette date | Épreuve inexistante à cette date | Épreuve inexistante à cette date |
| Mondiaux 1999 Kontiolahti              | Épreuve inexistante à cette date | 48e                              | 40e                              | Épreuve inexistante à cette date | 12e                              | Épreuve inexistante à cette date |
| Mondiaux 1999 Oslo-Holmenkollen        | 29e                              | Épreuve inexistante à cette date | Épreuve inexistante à cette date | -                                | Épreuve inexistante à cette date | Épreuve inexistante à cette date |
| Mondiaux 2000 Oslo-Holmenkollen/ Lahti | 34e                              | 50e                              |                                  | -                                | LAP                              | Épreuve inexistante à cette date |
| Mondiaux 2001 Pokljuka                 | 71e                              | 27e                              | 23e                              | -                                | -                                | Épreuve inexistante à cette date |
| Mondiaux 2003 Khanty-Mansiïsk          | 59e                              | 51e                              | 44e                              | -                                | Abandon                          | Épreuve inexistante à cette date |
| Mondiaux 2004 Oberhof                  | 62e                              | 20e                              | 34e                              | -                                | 14e                              | Épreuve inexistante à cette date |
| Mondiaux 2005 Hochfilzen               | 60e                              | 23e                              | 17e                              | 20e                              | 16e                              | Épreuve inexistante à cette date |
| Mondiaux 2005 Khanty-Mansiïsk          | Épreuve inexistante à cette date | Épreuve inexistante à cette date | Épreuve inexistante à cette date | Épreuve inexistante à cette date | Épreuve inexistante à cette date |                                  |
| Mondiaux 2006 Pokljuka                 | Épreuve inexistante à cette date | Épreuve inexistante à cette date | Épreuve inexistante à cette date | Épreuve inexistante à cette date | Épreuve inexistante à cette date | 18e                              |

Légende :

 : épreuve inexistante

- : n'a pas participé à l'épreuve

LAP : hors course, un tour de retard

### Coupe du monde
- Meilleur classement général : 36e en 2004 et 2005.
- Meilleur résultat individuel : 12e.

#### Classements annuels
| Année | Classement général final |
| 1998  | 78e                      |
| 2000  | 65e                      |
| 2001  | 65e                      |
| 2002  | 76e                      |
| 2003  | 65e                      |
| 2004  | 36e                      |
| 2005  | 36e                      |

### Coupe d'Europe (IBu Cup)
- 2 podiums, dont 1 victoire.